# Het bezoek (Pieter de Hooch)
Het bezoek (Engels: The Visit), ook bekend als Gezelschap met twee mannen en twee vrouwen, is een schilderij van Pieter de Hooch dat hij omstreeks 1657 maakte. Het werk, dat in de negentiende eeuw soms aan Vermeer werd toegeschreven, maakt sinds 1929 deel uit van de collectie van het Metropolitan Museum of Art in New York.

## Voorstelling
Rond 1658 voltrok zich een belangrijke verandering in de manier van schilderen van De Hooch. Waar hij zich tot die tijd toelegde op genrestukken in herbergen, koos hij daarna interieurs uit de Gouden Eeuw als achtergrond. Hij sloot daarmee aan bij een ontwikkeling die schilders als Jacob van Velsen in Delft en andere steden in zuidelijk Holland in gang hadden gezet. Ook Johannes Vermeer schilderde vanaf deze periode vaak huiselijke interieurs en wist hierin sneller dan De Hooch een uitzonderlijk niveau te bereiken. Als voorbeeld kan Vermeers Brieflezend meisje bij het venster dienen, dat een vergelijkbare ruimte laat zien en in de reflectie van het meisje in het glas nog een duidelijke parallel met Het bezoek heeft.
Het bezoek is een scharnierstuk; de groep van twee mannen en twee vrouwen sluit nog aan bij De Hoochs eerdere werk, terwijl de burgerlijke kamer de richting laat zien waarin zijn kunstenaarschap zich ontwikkelde. De kunstenaar gaf de ruimte diepte door de balken, vensters en een naad in de vloer in perspectief te schilderen. Dat hij deze techniek nog niet volledig meester was, valt direct op aan de verkeerd gekozen afmetingen van het bed.
Over de bedoelingen van de mannen en de vrouwen op het schilderij hoeft weinig onduidelijkheid te bestaan. De kleding van de linker vrouw, de man die haar pols vasthoudt, de drank die ingeschonken wordt, de kledingstukken die verspreid door de kamer liggen, alles wijst op een liefdestafereel dat in een bordeel niet misstaan had. De inhoud van de schaal op tafel is niet met zekerheid op te maken, mogelijk zijn het oesters waar een vork in steekt. Op de achterwand hangt links een schilderij waarin nog vaag Venetië te herkennen is, de stad die symbool stond voor luxe en losbandigheid.

## Herkomst
- tot 1784: waarschijnlijk in bezit van Jacob Odon in Amsterdam.
- september 1784: verkocht aan Braams Pelsdinge voor 300 gulden.
- vanaf circa 1833: in bezit van de bankier en politicus baron François-Marie Delessert in Parijs.
- 15 maart 1869: verkocht aan B. Narischkine in Parijs voor 150.000 frank.
- 5 april 1883: verkocht aan Cedron in Parijs voor 160.000 frank.
- tot 1889: in bezit van de industrieel en verzamelaar Eugène Secrétan in Parijs.
- juli 1889: gekocht door de kunsthandelaar Durand-Ruel voor Henry Osborne Havemeyer en zijn echtgenote, geboren Louisine Waldron Elder, in New York voor 276.000 frank. Deze koop maakte  Het bezoek een van de duurste Hollandse schilderijen uit de negentiende eeuw.
- 1929: nagelaten aan het Metropolitan Museum of Art.

## Afbeelding

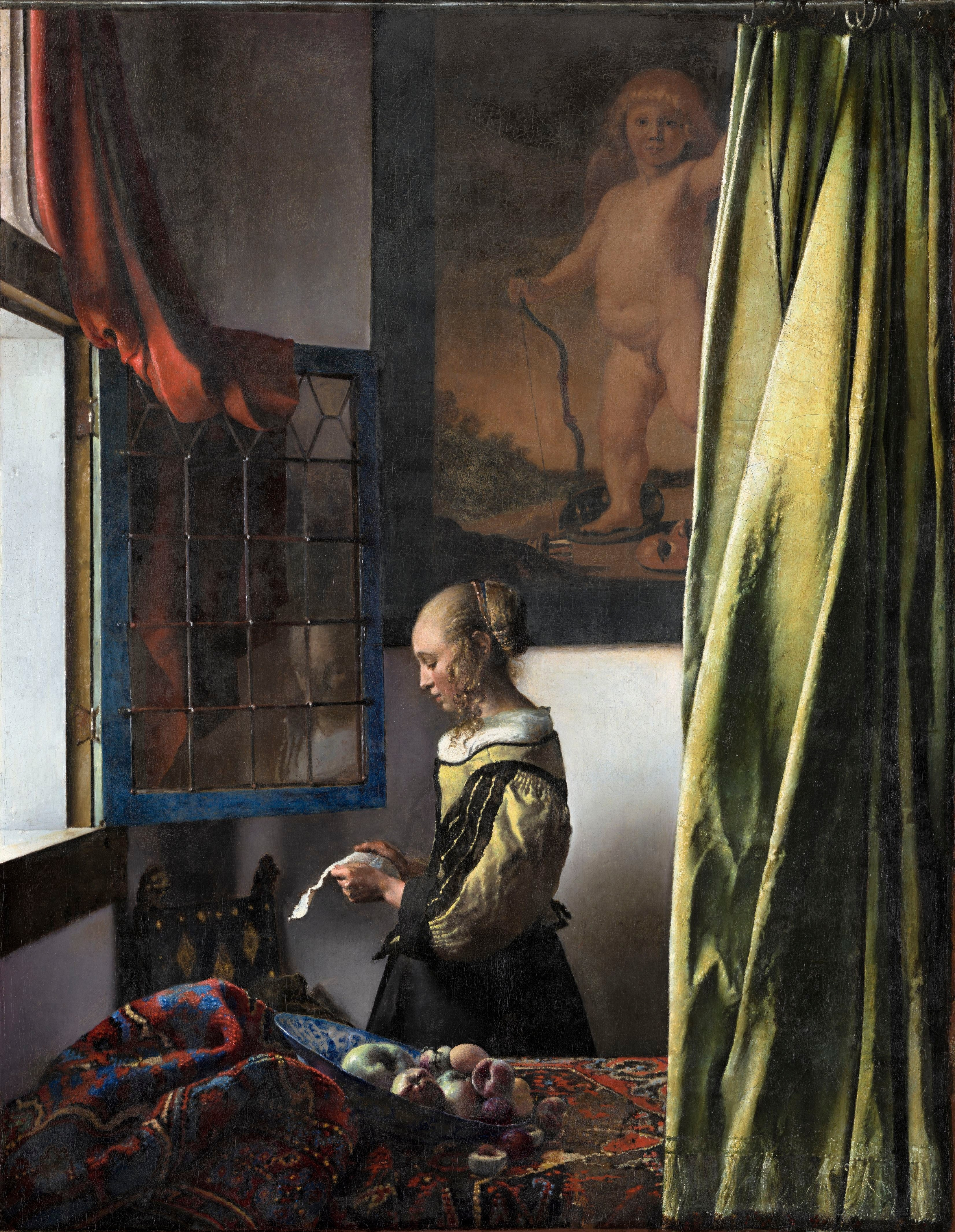
Brieflezend meisje bij het venster - Johannes Vermeer